# S/S Sarpedon (1923)

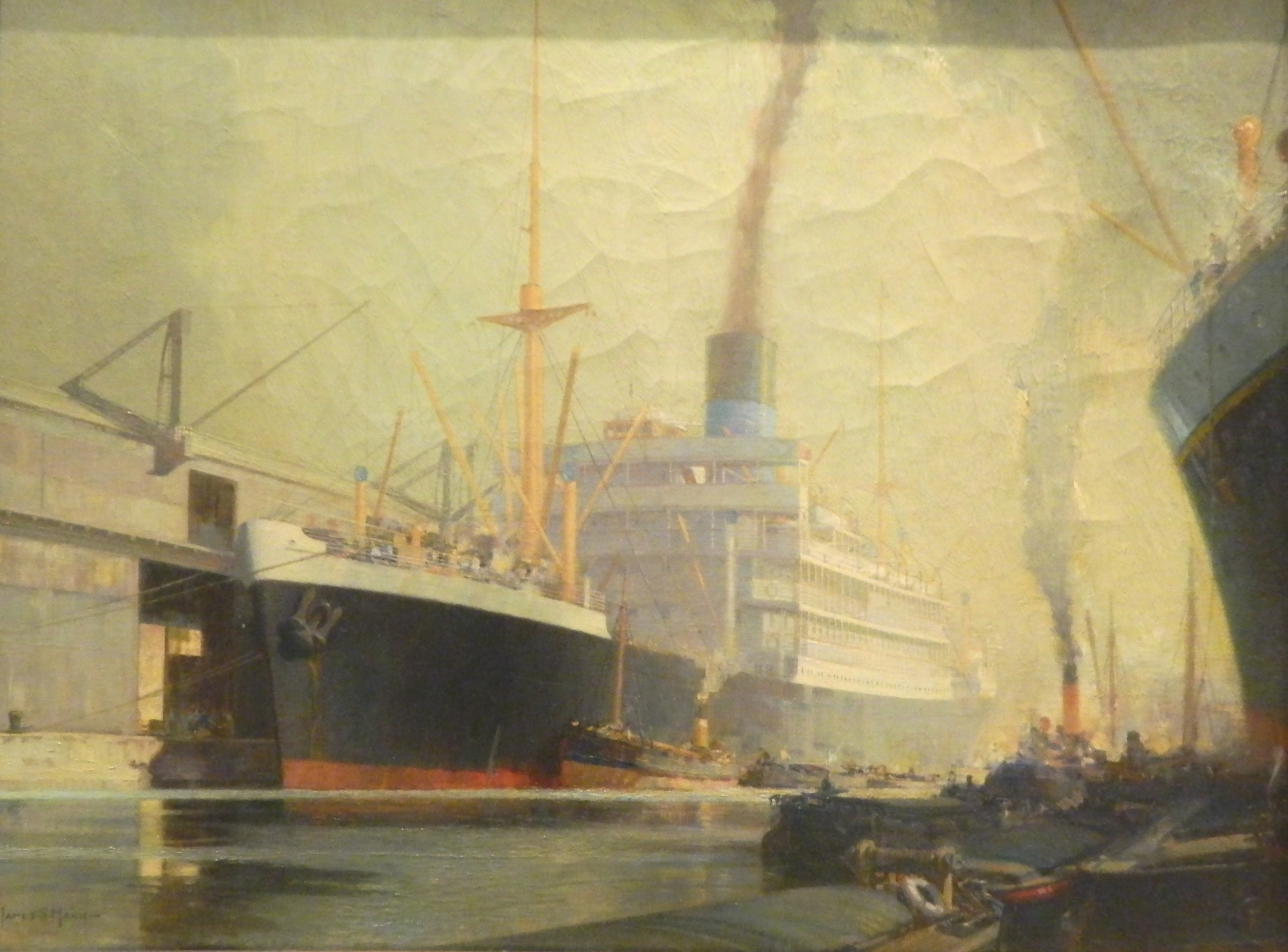

S/S Sarpedon var ett 11 321-ton lastfartyg ägt av Blue Funnel Line och sjösatt 1923.
Sarpedon var det första av fyra fartyg i sin fartygsklass som bestod av S/S Sarpedon, S/S Patroclus, S/S Hector och S/S Antenor. De byggdes med boende för 155 förstaklasspassagerare på begäran av den brittiska regeringen för att ge ytterligare passagerarbäddar på lastfartyg i trafik till Fjärran Östern. Passagerarutrymmet i överbyggnaden påverkade inte lastbärande förmågan av fartygt eftersom rederiet inte förväntade sig att frakta passagerare skulle gå med vinst.
Till skillnad från sina tre systerfartyg togs Sarpedon inte i tjänst som en bepansrad hjälpkryssare under andra världskriget och var en av två (med Antenor) som överlevde konflikten.
Hon anlände till Newport, Monmouthshire den 5 juni 1953 för att skrotas av John Cashmore & Co.